# Catocala romana
Catocala romana là một loài bướm đêm trong họ Erebidae.